# Jonas Lindström

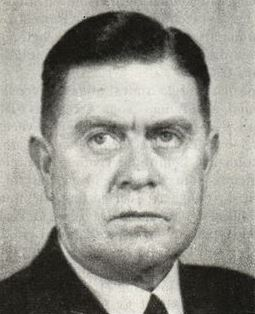
Jonas Lindström.

Karl Johan (Jonas, John) Henning Lindström, född 10 november 1892 i Falun, död 24 november 1951 i Stockholm, var en svensk ingenjör. 
Lindström, som var son till barberaren Johan Henning Lindström och Helena Kristina Lindholm, avlade studentexamen i Falun 1912, var elev vid J. Aug. Janssons elektriska verkstad i Falun 1912 och vid Nya Förenade Elektriska AB i Ludvika 1912–1913, utexaminerades från Kungliga Tekniska högskolan 1917, var byråingenjör vid Hemsjö Kraft AB 1917–1918, offertingenjör vid Elektriska AB Siemens-Schuckert 1918–1919, konsulterande ingenjör vid Södra Sveriges Ångpanneförening 1919–1920, överingenjör vid AB Skandinaviska Elektricitetsverk 1920 och verkställande direktör där från 1930.
Lindström var verkställande direktör för AB Gotlands Kraftverk 1924–1927, ledamot av styrelsen för bland annat A/S Assens elektricitetsverk från 1922, för AB Gotlands Kraftverk från 1927, för Smålands Kraft AB, för AB Nässjö Elektriska Byrå och för Siljansbygdens Kraft AB från 1928, för AB Ludvika Kraftverk, för AB Vänersborgs Elektricitetsverk från 1931 och för Storviks Elektriska Belysnings AB från 1933.